# Свирково
Сви́рково (болг. Свирково) — село в Хасковській області Болгарії. Входить до складу общини Симеоновград.

## Населення
За даними перепису населення 2011 року у селі проживали 408 осіб, з них 244 особи (99,6%) — болгари.
Розподіл населення за віком у 2011 році:
Динаміка населення: